# Лори (област)
Вижте пояснителната страница за други значения на Лори.
Лори (на арменски: Լոռու մարզ) е област в Северна Армения с площ от 3789 кв. км. Населението ѝ е 217 400 жители (по приблизителна оценка за януари 2018 г.).
Областният ѝ център е град Ванадзор.